# 中国人民解放军陆军合成第十七旅
合成第十七旅（英語：17th Heavy Combined Arms Brigade），又称“贺兰劲旅”，是中国人民解放军陆军第七十六集团军下辖的一个重型合成旅，驻地宁夏回族自治区银川市。

## 概述
该旅由装甲第十七旅改编而来。其前身为1985年由陆军第十三军和陆军第五十军坦克团合编而来的陆军第十三集团军坦克旅。

## 沿革[3]
参考资料：
| 部隊番號               | 使用時期              |
| ---------------------- | --------------------- |
| 陆军第十三集团军坦克旅 | 1985年4月-1998年10月  |
| 陆军第十三集团军装甲旅 | 1998年10月-2011年12月 |
| 装甲第十七旅           | 2011年12月-2017年2月  |
| 合成第十七旅           | 2017年2月至今         |